# Agromyza venusta
Agromyza venusta är en tvåvingeart som beskrevs av Spencer 1977. Agromyza venusta ingår i släktet Agromyza och familjen minerarflugor. Inga underarter finns listade i Catalogue of Life.